# 타카시마 마사노부
타카시마 마사노부(일본어: 高嶋政伸, 1966년 10월 27일 ~ )는 일본의 배우이다.

## 출연 작품

### 드라마
- 대하드라마 (NHK)
  - 1991년 《태평기》 - 아시카가 타다요시 역
  - 1996년 《히데요시》 - 하시바 히데나가 역
  - 2003년 《무사시 MUSASHI》 - 야규 효고노스케(야규 토시토시/토시요시) 역
  - 2009년 《천지인》 - 히구치 소우에몬(히구치 카네토요) 역
  - 2016년 《사나다마루》 - 호조 우지마사 역
- 노부나가의 셰프 Part2 (2014년 7월 - 9월, TV 아사히) - 타케다 신겐 역

### 영화
- 2018년 《라플라스의 마녀》 - 타케오 토루 역
- 2018년 《히비키》